# Міський сад (Кременчук)
Міськи́й сад (парк Залізни́чників з 1924 по 1997) — найстаріший парк міста Кременчук, один з найстаріших парків України. Заснований у 1787 році за ініціативою Григорія Потьомкіна за проектом англійця Вільяма Гульда (англ. William Gould) та відкрито під час візиту Катерини II до Кременчука. Знаходиться на півночі від заводу «Кредмаш».

## Історія

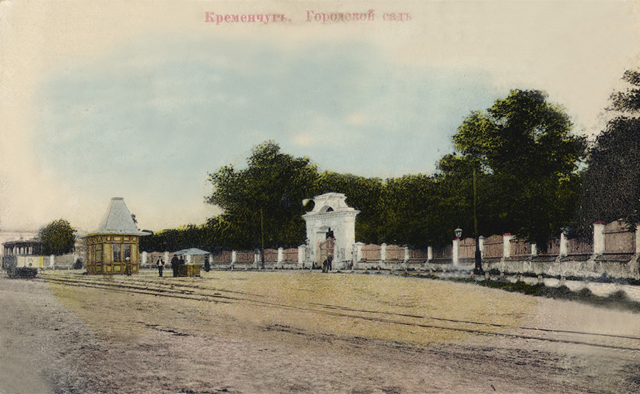
Міський сад. Початок XX століття

У 1765 році місто стає центром Новоросійської губернії. З 1783 року — тимчасово є центром Катеринославського намісництва, поки будується Катеринослав (нині Дніпро). Генерал-губернатором намісництва був Григорій Потьомкін, фаворит імператриці, який проживав у Кременчуці.
У 1770 році за вказівкою Потьомкіна на околиці Кременчука облаштовується фруктовий сад. У 1783 році Вільям Гульд (англ. William Gould) приступає до створення на базі саду і діброви одного з кращих ландшафтних парків Малоросії. Гульд був відомим садовим майстром, запрошеним Потьомкіним до Росії з Великої Британії. Майстер також брав участь у створенні Олександрівського і Таврійського садів у Петербурзі, а також англійського парку в Петергофі. На плані Кременчука 1784 року зображено прямокутний партикулярний регулярно розпланований сад. Центральна алея, що йде із заходу на схід, перетинається у трьох місцях діагональними алеями. З півдня примикає діброва з озером, до якого веде одна з бічних алей. На території діброви також розташована сітка з стежок.
У 1787 році імператриця Катерина II у рамках подорожі до Криму двічі відвідує Кременчук. До її приїзду в місті завершується облаштування саду. Створюється озеро кільцеподібної форми, обкладене білим мармуром, будуються містки та альтанки. Саджанці яблунь, груш та інших плодових дерев привозяться з Криму, Кавказу та з-за кордону. У саду зводять для Катерини дерев'яний шляховий палац за проектом Івана Старова, відомого зодчого з Санкт-Петербурга, творця Таврійського палацу. Покої розписує Володимир Боровиковський, художник родом з Миргорода. Боровиковський створює дві картини: на одній з них зображений Петро I у вигляді землероба Та Катерина II, яка засіває поле, а на іншій — імператриця у вигляді Мінерви в оточенні мудреців Стародавньої Греції. Під час візиту Катерина II відзначає роботу художника і запрошує його до Петербурга, де він з часом набуває славу відомого портретиста.

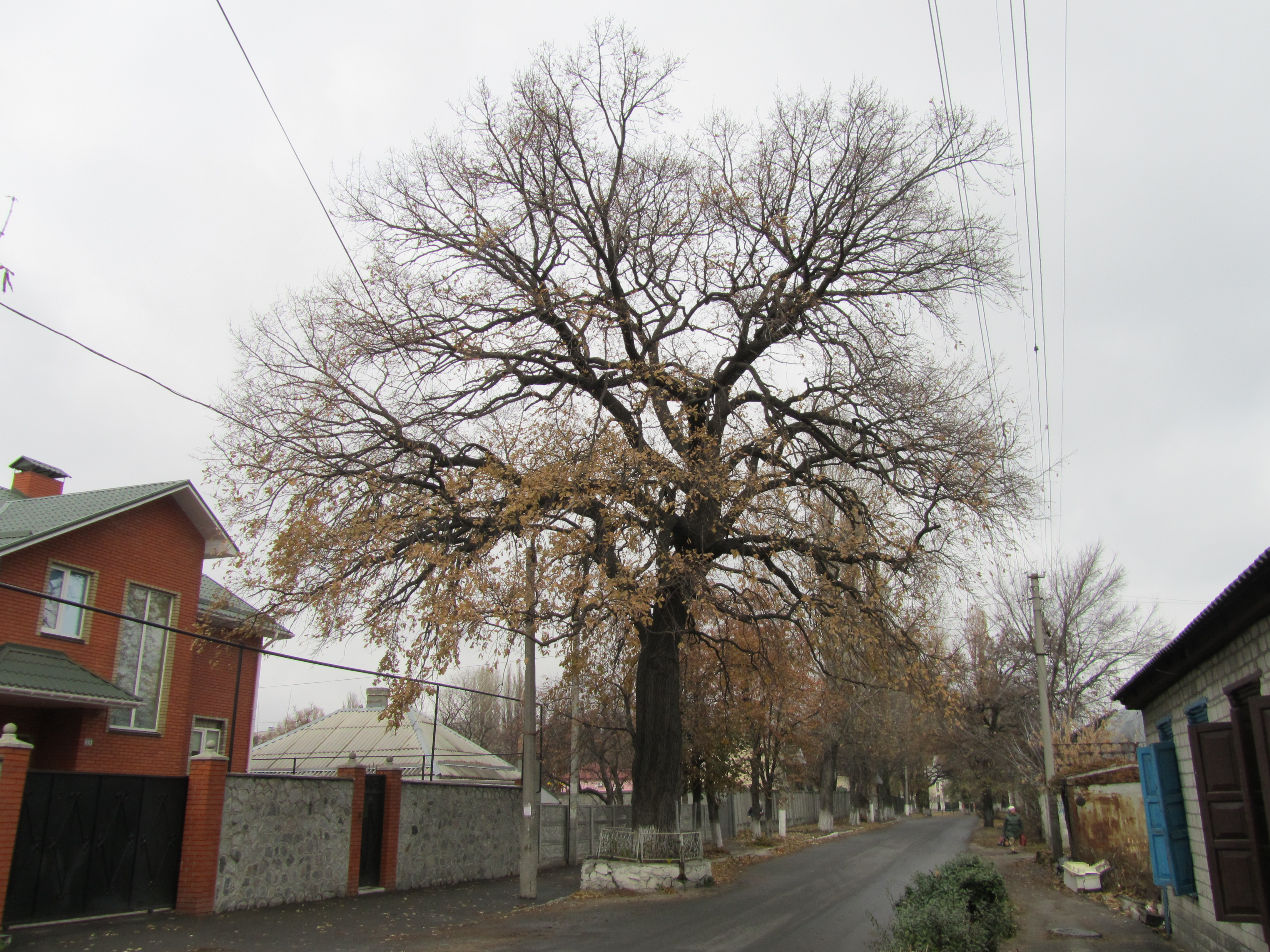
Один з дубів, висаджений при приїзді до міста Катерини II. Зараз знаходиться поза територією парку на вулиці Черниша.

Після відвідин Кременчука Катерина II написала такі рядки: 
|  | Сего 3-го мая на моей галере в 4 верстах от Кременчуга, где я провела три дня в большом красивом и прелестном доме, выстроенным фельдмаршалом князем Потемкиным близ прекрасной дубовой рощи и сада в котором есть грушовые деревья такой вышины и толщины, каких я не видывала отродясь и все в цвету. Я думаю, что бесспорно здесь прекраснейший климат в целом Российской империи. Кременчуг прекраснейшая местность, какую только я видела в своей жизни |

Німецький лікар і мандрівник А. Меллер, сопровождавщій імператрицю під час подорожі, був вражений вишневими алеями в саду.
У 1788 році Потьомкін переїжджає до Катеринослава, куди переводиться управління Катеринославського намісництва. Дерев'яний палац, у якому гостювала імператриця, згорає незабаром після її візиту, у 1789 році. За наказом Потьомкіна восени 1789 року плодові рослини (яблуні, вишні, груші, горіхи, виноградні лози) з кременчуцького казенного саду перевозяться у парк, закладений у новій резиденції князя. Роботами керує городничий міста Градизьк Адлерштраль. Дума Кременчука кілька разів звертається до губернатора з проханням передати сад місту, проте прохання задовольняється лише 1798 року.

До приїзду у місто імператора Олександра I у 1819 році Міський сад знову причіпурюється. Питаннями зелених насаджень займається садовий комітет, створений при Міській управі. Сад, проте, розташовується за межами міста, що обумовлює його низьку популярність серед містян і відсутність прибутку. У записках Полтавської губернії за 1846 рік говориться: 
|  | Содержание такого огромного парка экономически чрезвычайно невыгодно городской думе. Находясь практически за городской чертой, он плохо посещается, а потому не приносит городу никакого дохода. Стремясь как-то облегчить экономическое бремя, городская дума в 1840-х годах отделяет в восточной части сада 13 участков земли для продажи под застройку загородных домов |

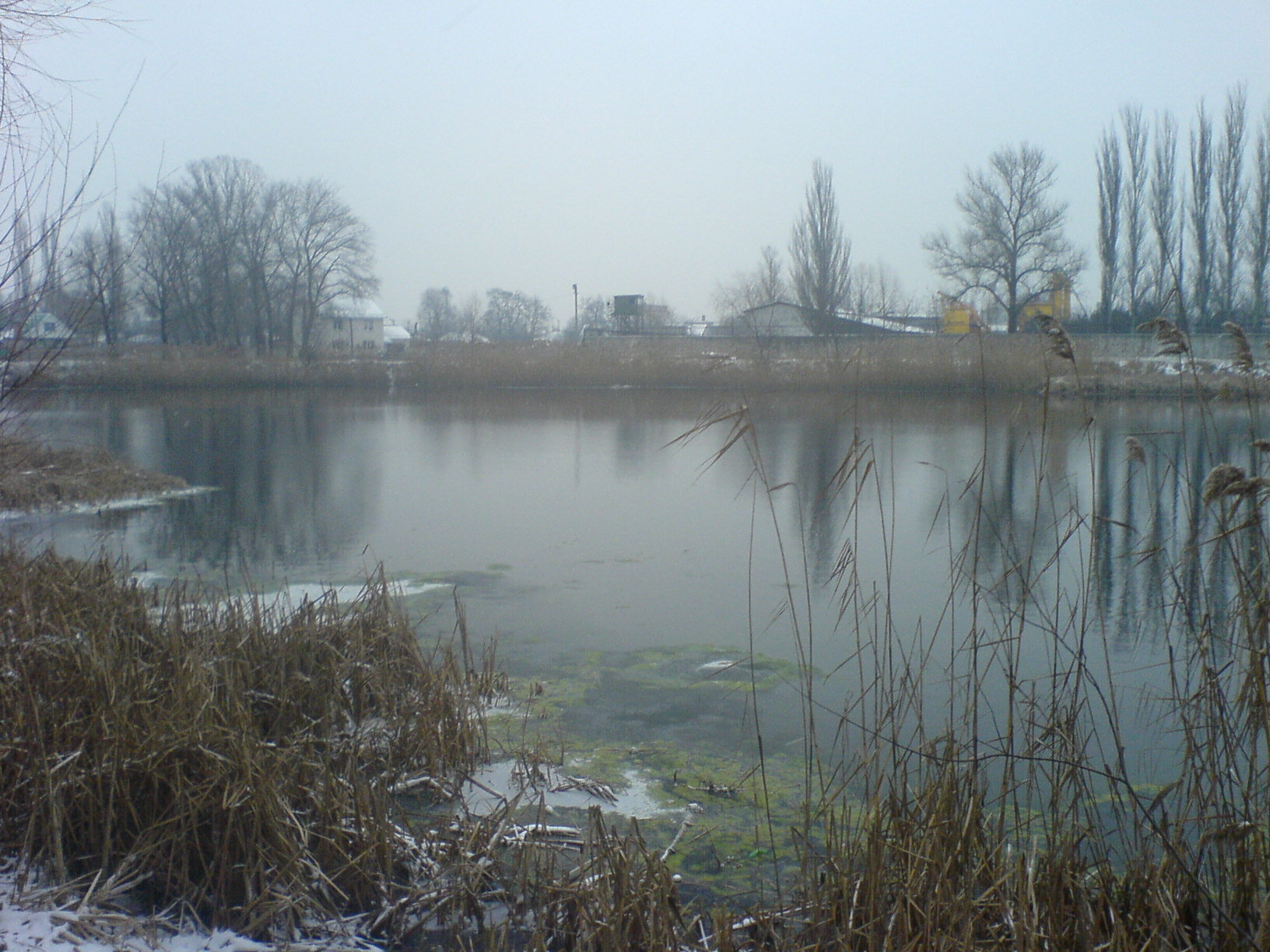
Озеро Гарячка в 2007 году

Згодом від початкової площі саду та діброви залишається лише близько 20 відсотків. Наприкінці XIX століття сад знову активно розвивається. У 1899 році бельгійське товариство запускає Кременчуцький міський трамвай. Одна із зупинок розміщується поруч із входом у Міський сад, який, таким чином, виявляється пов'язаним з іншими частинами міста двома трамвайними коліями. Парк здається містом в оренду: у 1913—1914 роках орендарем виступає Рувим Олькеницький — антрепренер Катерининського театру. У саду відкривається літній театр, курзал, кавовий будиночок, майданчики для гри у кеглі. У вихідні та святкові дні грає духовий оркестр. Проводяться різні заходи, у тому числі приурочені до свят: навесні 1913 року в саду проходить гуляння до Дня повітряного флоту, 25 відсотків від виручки перераховується на посилення флоту. Пізніше у тому ж році одна з газет анонсує в саду «велике гуляння», на якому «буде спалений грандіозний феєрверк». Проходить також «річний урочистий акт народних шкіл». У 1914 році в парку відкривається перший міський фонтан. Працює кінотеатр — газета писала: «Міський сад. Сеанси кінематографа на відкритому повітрі, кожні три дні нова розкішна програма картин. Щоденні гуляння при оркестрі військової музики Брянського полку. Початок гулянь 7,5 години вечора. Ціна за вхід — 10 коп. Пивний бар».
Під час Першої світової війни одна з будівель у парку була віддана під військовий госпіталь.

### Парк Залізничників у Радянський період

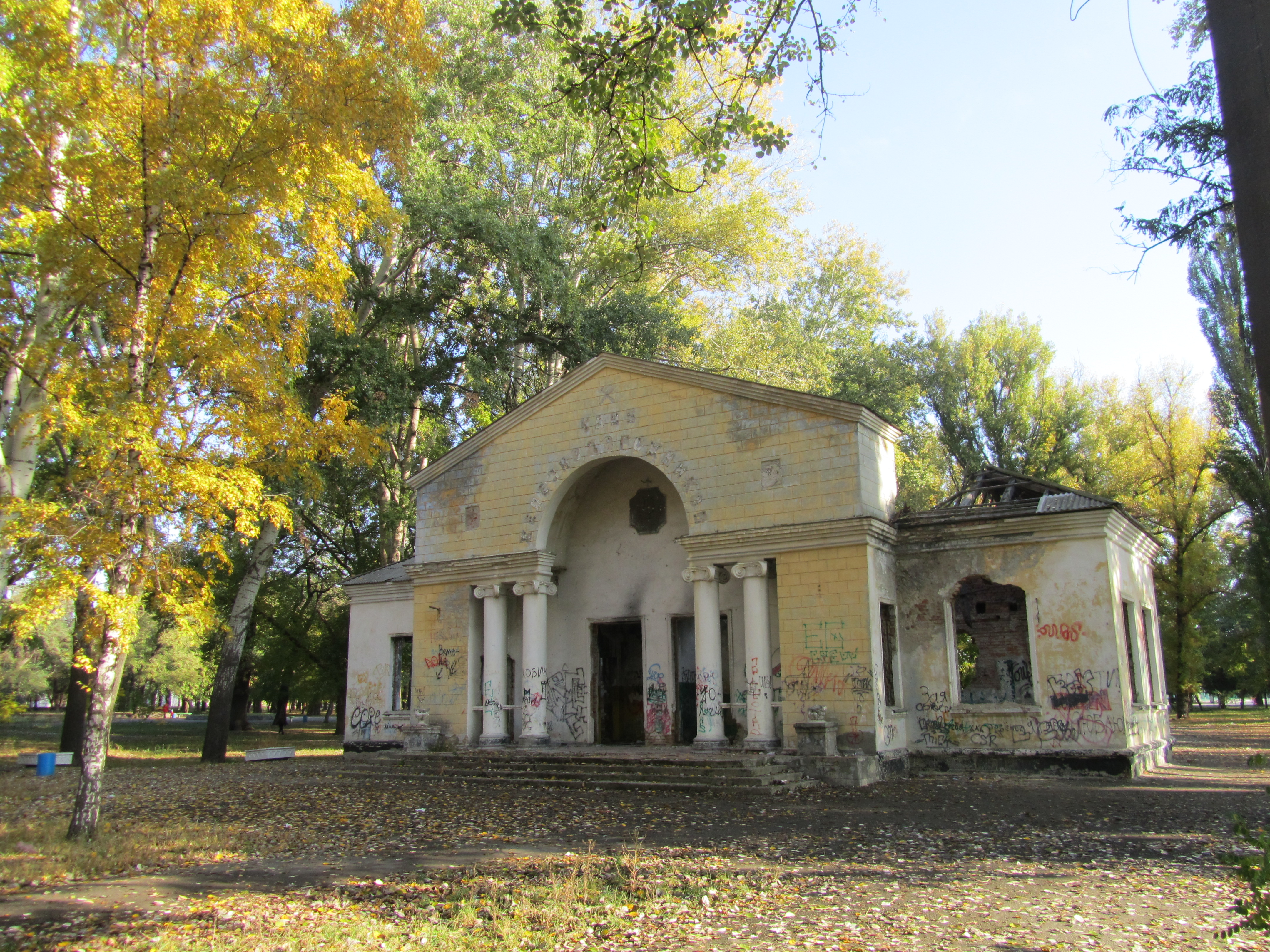
Заброшений клуб залізничників у 2011 році

На початку 1920-х років, після радянсько-української війни, Кременчук знаходиться в занепаді. Близько половини дерев саду було вирубано городянами для опалення.
З 1924 року міський сад відновлюється, отримує назву «Парк Залізничників» і стає улюбленим місцем відпочинку кременчуківців. Активно висаджуються нові дерева. На березі озера будується клуб залізничників за типовим проектом.
Під час Другої світової війни парк істотно постраждав. Під час одного з обстрілів снаряд потрапив у влаштований німцями на території склад паливно-мастильних матеріалів, спалахнула пожежа. Для усунення пожежі використовується праця в'язнів концтаборів, розташованих в місті.
Після війни парк знову активно відновлюється. Проводяться масові гуляння та спортивні свята. Встановлюються скульптури Леніна та Сталіна. У період розвінчання культу особи Сталіна у 1956 році пам'ятник було демонтовано. Пам'ятник Леніну було перенесено до входу в парк і пізніше також демонтовано.
У радянський період була побудована електростанція, що використала воду паркового озера для охолодження. Через скидання в озеро теплої води воно отримало неофіційну назву «Гарячка».
Ворота саду і частина огорожі збереглися до кінця 1980-х років. Після початку будівництва нової будівлі прокуратури та благоустрою прилеглої до неї території, ворота і огорожа були знесені. Будівля клубу залізничників пустувала. Після зупинки електространції, перестають скидувати теплу воду в озеро. Воно з часом починає заболочуватись.

### Незалежність

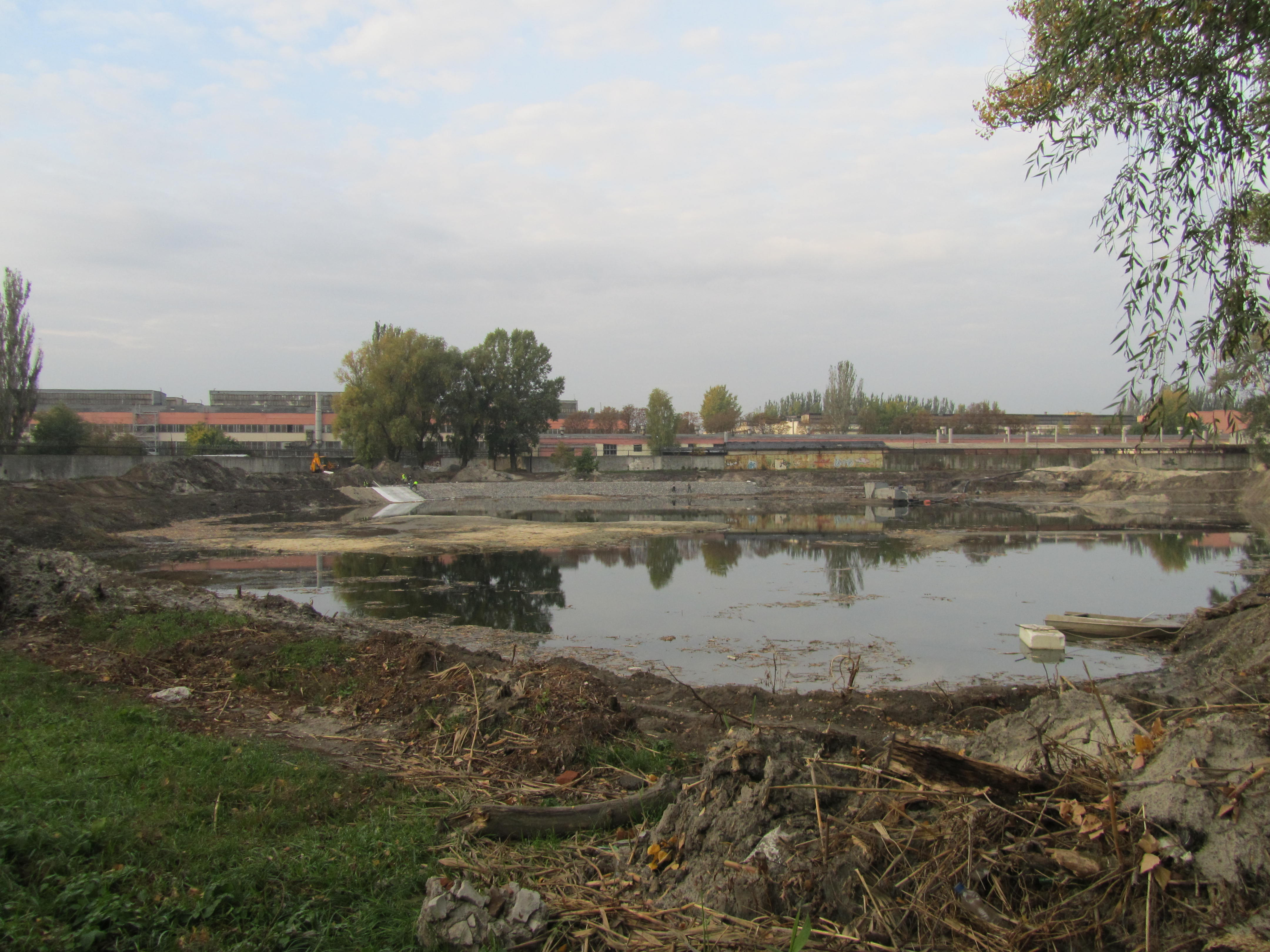
Чистка озера у 2012 році

У 1993 році парк отримує статус пам'ятника міського значення. У 1997 році йому повертається початкова назва. У 1998 році міська влада передає парк на баланс благодійної організації «Християнський світ». Організація розташовується в колишньому приміщенні клубу залізничників, а також здає площі в безоплатну оренду іншим організаціям. За сім років перебування на балансі «Християнського світу» парк прийшов у повне запустіння. Висаджені в 1998 році дерева загинули.
У 2007 році парк було передано на баланс футбольного клубу «Кремінь». У тому ж році на території парку було зведено «Кремінь-арену» — стадіон і спорткомплекс футбольної команди. Будівля клубу залізничників пустувало та багаторазово горіла. Парк залишався в занедбаному стані. До 2011 року від початкового дубового гаю залишився один дуб, на вулиці Черниша.
Під час керування містом мером Олегом Бабаєвим стадіон та спорткомплекс були реконструйовані. Були розроблені плани по відновленню парку, будівництва на місці занедбаного клубу залізничників готельно-ресторанного комплексу, а також з облаштування освітлення, спорудження ковзанки і тенісних кортів.
У 2012 році почалася чистка озера, слідом за якою почалася комплексна реставрація парку. Вхід був оформлений у стилі знесеної у 1980-х роках історичної арки. У 2015 році на озері була побудована альтанка, також виконана в історичному стилі. У 2016 році в озеро була випущена риба. C 2016 года сад находится на балансе КП «Благоустройство Кременчуга». Станом на 2017 рік, планується поява в Міському саду нових клумб, креативної зони відпочинку біля озера, а також понтона для катамаранів.

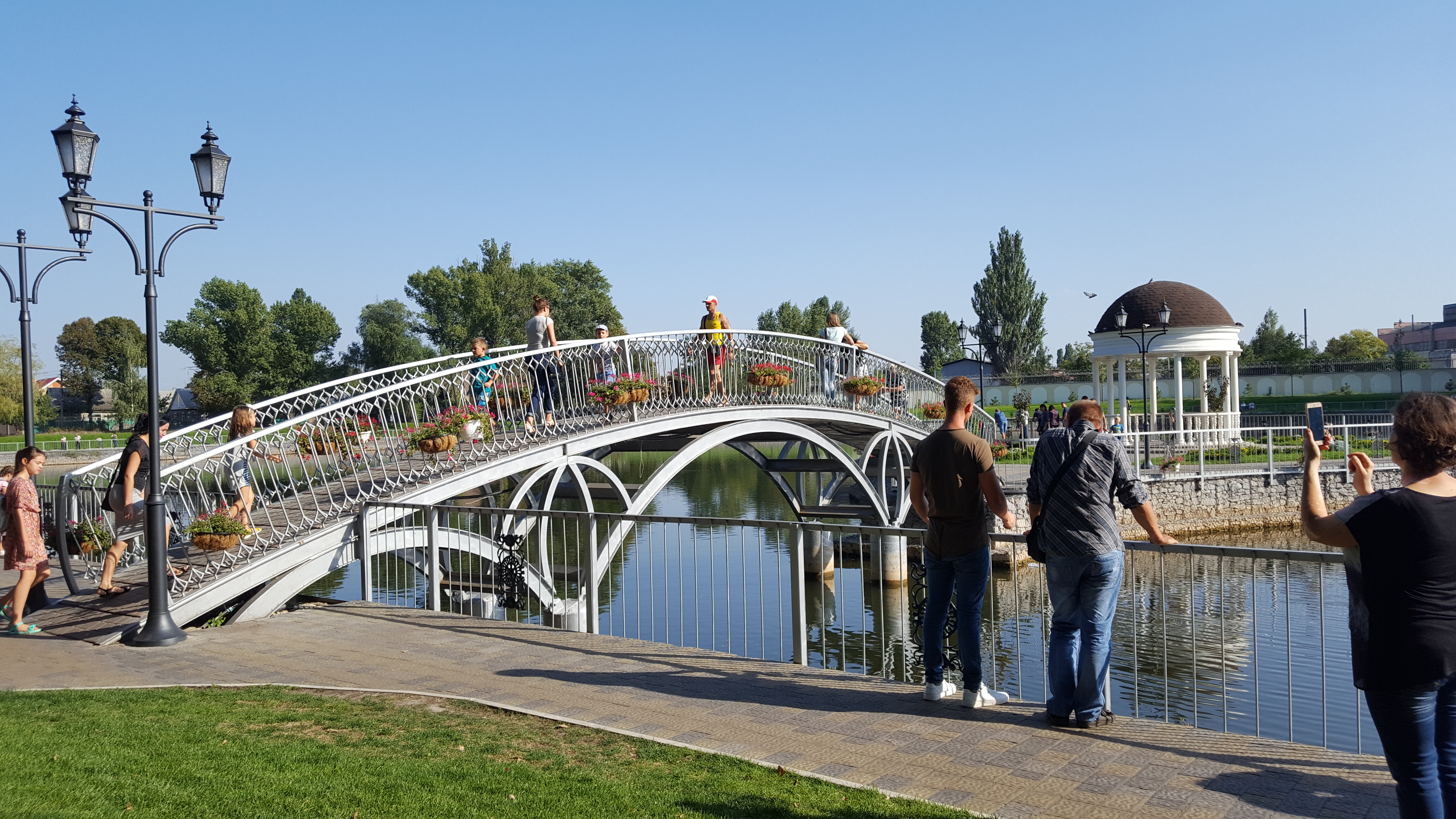
Міст та альтанка на озері
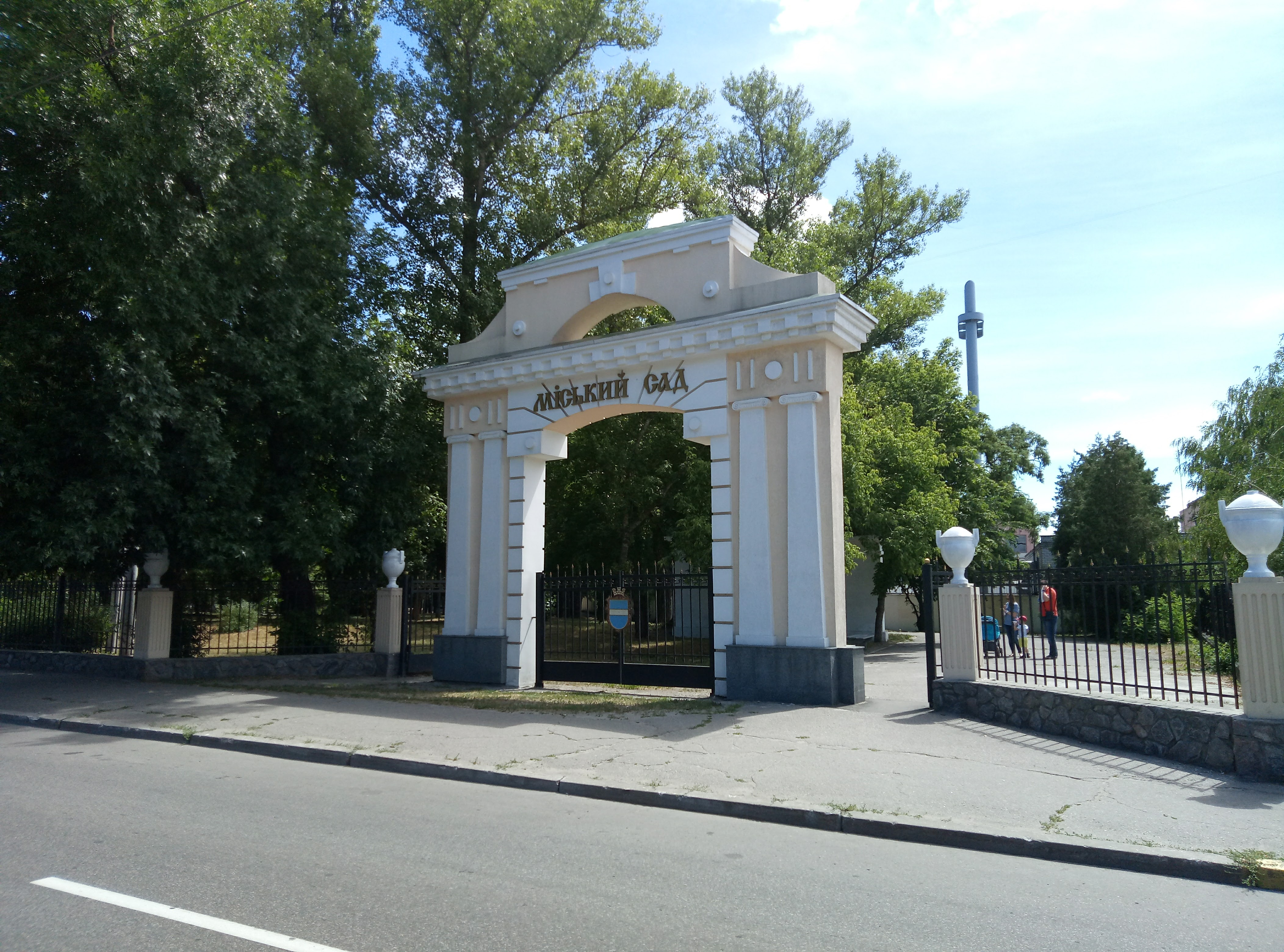
Арка, оформлена у стилі знесеної у 1980-х роках історичної арки
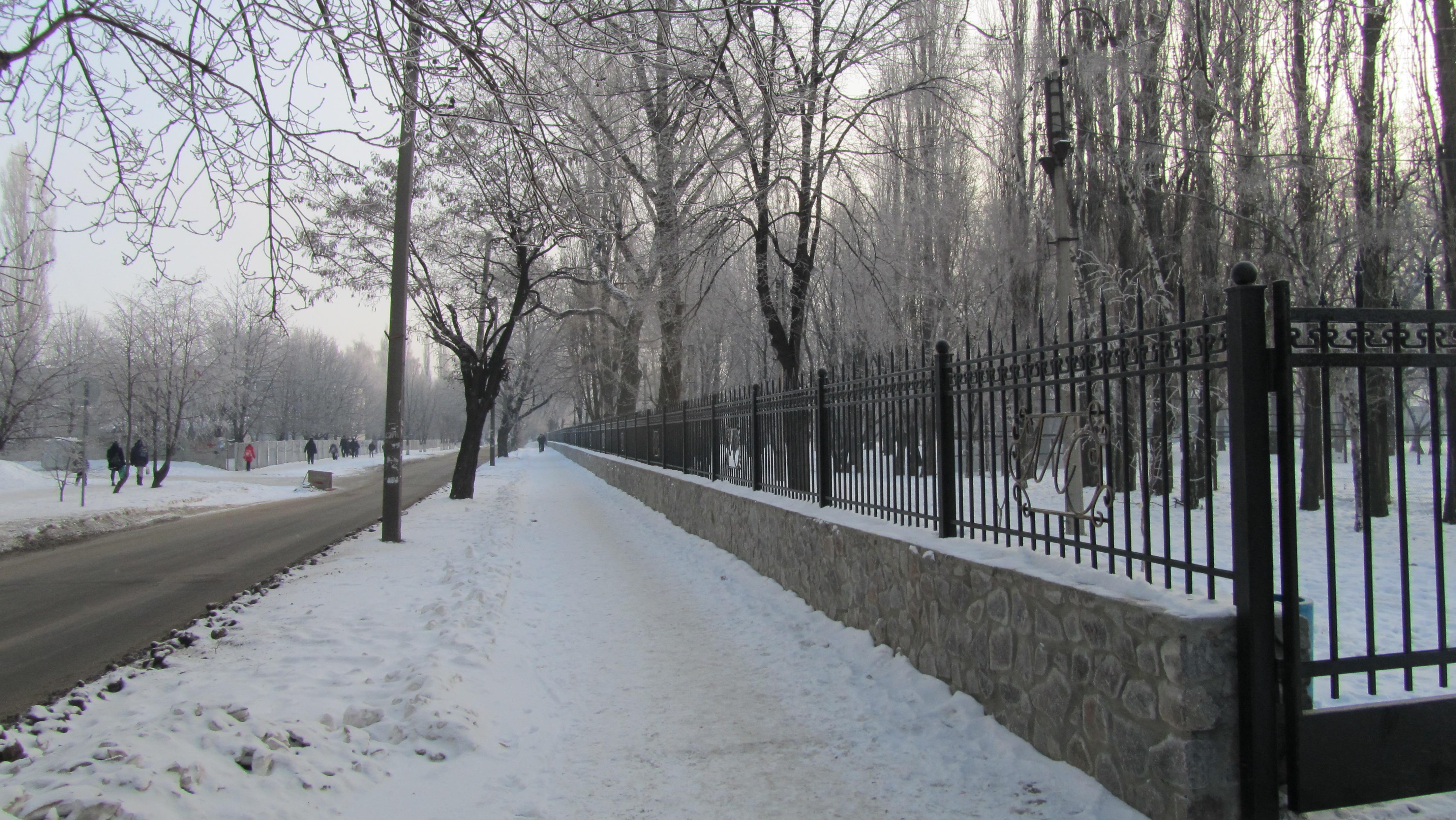
Паркан вздовж вулиці Чкалова
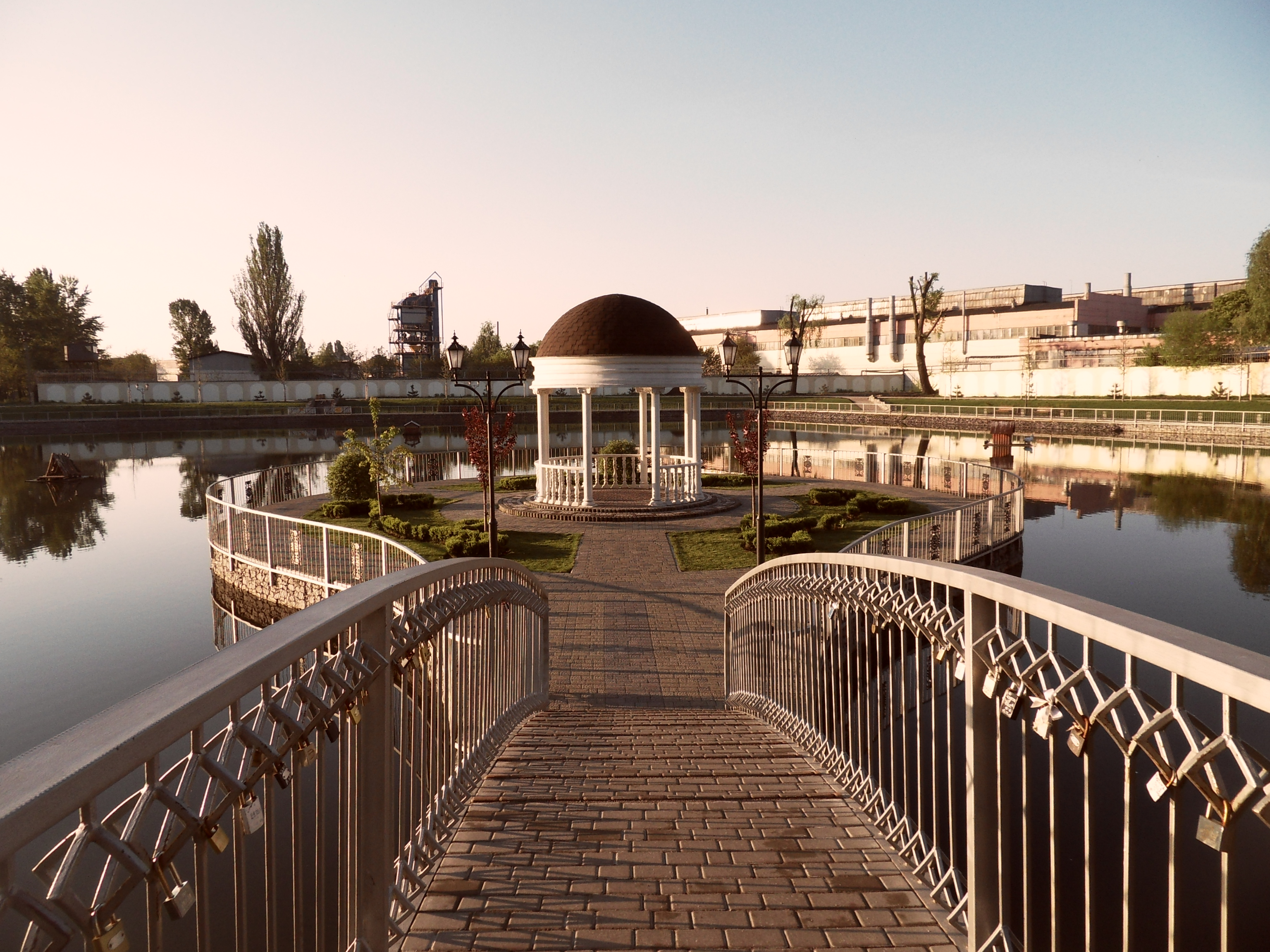
Острів з альтанкою

## Опис
Міський сад — один з перших ландшафтних парків в Україні. На разі з природних видів збереглися два екземпляри дуба черешчатого віком понад 200 років.
Ростуть такі дерева: робінія, тополя біла та пірамідальна, осика, клен ясенелистий.
Парк насичений транспортними розв'язками, має велике оздоровче, рекреаційне, а також історичне та естетичне значення.

### Стадіон
У листопаді 2010 року на півночі саду відкрито футбольний стадіон «Кремінь».

### Озеро
Річка Сухий Кагамлик робила там петлю, її відсікли і зробили штучне озеро, де вода була проточною.
Коли у радянські часи збудували теплову електростанцію, воду з озера забирали для охолодження турбін, а потім скидали гарячу — таким був замкнутий цикл. Тому у народі озеро отримало назву Гарячка. На сьогодні стара електростанція не працює — і потреба у ставку-охолоджувачі відпала. З тих пір озеро замулилося і заросло очеретом. Восени 2012 почалась реконструкція.